# Assedio di Edo
Nell'assedio di Edo del 1524, conosciuto anche come Battaglia di Takanawahara (高輪原の戦い?), gli Hōjō, guidati da Hōjō Ujitsuna, misero sotto assedio il castello di Edo, che era controllato da Uesugi Tomooki. Anche se Edo è diventata la metropoli di Tokyo, al tempo era un'insignificante villaggio di pescatori nella regione del Kantō.
Con l'intento di respingere gli assedianti, Uesugi Tomooki guidò i suoi guerrieri fuori del castello per scontrarsi con gli Hōjō lungo il fiume Takanawa. Tuttavia Ujitsuna riuscì a raggirare le truppe Uesugi ed attaccarli da dietro. Ritirandosi indietro nel castello, Tomooki scoprì che il comandante della guarnigione, Ōta Suketaka, l'aveva tradito ed aveva aperto i cancelli agli Hōjō.
Questa battaglia segnò l'inizio di una guerra lunga sette anni tra i clan Hōjō e Uesugi per il dominio sul Kantō.